# USS Rizal (DD-174)
USS Rizal (DD–174) là một tàu khu trục thuộc lớp Wickes của Hải quân Hoa Kỳ trong giai đoạn Chiến tranh Thế giới thứ nhất, sau được cải biến thành tàu rải mìn hạng nhẹ DM-13, và phục vụ chủ yếu tại Viễn Đông cho đến khi bị tháo dỡ vào năm 1932. Nó là chiếc tàu chiến duy nhất của Hải quân Hoa Kỳ được đặt tên theo José Rizal, một nhà yêu nước Philippines.

## Thiết kế và chế tạo
Được trao tặng cho Hoa Kỳ theo một quyết định của quốc hội Philippines, Rizalđược đặt lườn vào ngày 26 tháng 6 năm 1918 tại xưởng tàu của hãng Union Iron Works ở San Francisco, California. Nó được hạ thủy vào ngày 21 tháng 9 năm 1918, được đỡ đầu bởi bà Sofia R. de Veyra, và được đưa ra hoạt động vào ngày 28 tháng 5 năm 1919 dưới quyền chỉ huy của Hạm trưởng, Trung tá Hải quân Edmund S. Root.

## Lịch sử hoạt động
Gia nhập Hạm đội Thái Bình Dương sau khi nhập biên chế, Rizal hoạt động dọc theo vùng bờ Tây Hoa Kỳ trong các nhiệm vụ thực hành và huấn luyện cho đến năm 1920. Được cải biến để phục vụ như một tàu rải mìn hạng nhẹ, nó được xếp lại lớp với ký hiệu lườn DM-14 vào ngày 17 tháng 7 năm 1920.
Nó khởi hành từ San Diego, California vào ngày 25 tháng 3 năm 1920 để đi sang Viễn Đông; đi ngang qua Honolulu, Midway và Guam trước khi đi đến Cavite, Philippines vào ngày 1 tháng 5 năm 1920 để đảm nhiệm vai trò soái hạm của Đội rải mìn trực thuộc Hạm đội Á Châu. Với một thủy thủ đoàn chủ yếu là người Philippine, Rizal tiếp tục ở lại Trạm Á Châu trong 10 năm, thường thả neo nhiều tháng tại các cảng Trung Quốc vào mùa Xuân, mùa Hè và mùa Thu. Các cảng nó thường viếng thăm bao gồm Thượng Hải, Yên Đài, Tần Hoàng Đảo và Hong Kong. Nó đi về phía Đông đến cảng Apra, Guam trong tháng 11 năm 1928; và đã viếng thăm Yokohama, Nhật Bản từ ngày 11 đến ngày 20 tháng 4 năm 1929. Rizal trải qua mùa Đông từ tháng 11 đến tháng 3 thả neo trong vịnh Manila. Nó vào ụ tàu hàng năm tại Olongapo để bảo trì, và khi quay lại hoạt động thường trải qua mùa Xuân tại vùng biển Philippine.
Được lệnh quay về nhà, Rizal rời Manila ngày 11 tháng 12 năm 1930, đi qua Guam và Honolulu để đi đến San Diego. Nó được cho xuất biên chế vào ngày 20 tháng 8 năm 1931 tại San Diego, và được chiếc tàu quét mìn USS Tern kéo lên phía Bắc đến Xưởng hải quân Mare Island vào ngày 31 tháng 8 năm 1931 để được đưa về lực lượng dự bị. Tên của Rizal được cho rút khỏi danh sách Đăng bạ Hải quân vào ngày 11 tháng 11 năm 1931, và lườn tàu được bán để tháo dỡ vào ngày 25 tháng 2 năm 1932 nhằm tuân thủ những điều khoản hạn chế vũ trang của Hiệp ước Hải quân London.